# Pour Some Sugar on Me
Pour Some Sugar on Me – utwór brytyjskiego zespołu Def Leppard, wydany w 1987 roku jako trzeci singel z albumu zatytułowanego Hysteria. Piosenka okazała się sukcesem, docierając do 2. miejsca listy Billboard Hot 100 w USA. W 2006 roku utwór zajął 2. pozycję w spisie 100 najlepszych utworów lat 80. według stacji VH1. W 2012 roku grupa nagrała nową wersję utworu, która została wydana jako singel.

## Teledysk
Zespół stworzył dwa klipy do utworu. W pierwszym muzycy grają w domu, który jest powoli niszczony przez kobietę stojącą na zewnątrz. Po tym jak utwór stał się popularny w Stanach Zjednoczonych, postanowiono stworzyć drugą wersję teledysku, z zespołem wykonującym utwór na scenie.

## Pozycje na listach
| Kraj              | Pozycja |
| ----------------- | ------- |
| Wielka Brytania   | 18      |
| Australia         | 26      |
| Irlandia          | 8       |
| Niemcy            | 50      |
| Nowa Zelandia     | 16      |
| Stany Zjednoczone | 2       |